# Rio Open
A Rio Open (hivatalos szponzorált nevén: Rio Open presented by Claro hdtv) évente megrendezett női és férfi tenisztorna Rio de Janeiróban, Brazíliában. A férfiak versenye az ATP World Tour 500 Series tornák közé tartozik, összdíjazása 1 414 550 dollár.  A nők viadala International kategóriájú, összdíjazása 250 000 dollár. A két versenyt egy időben rendezik meg, a főtáblára mindkettőn 32 versenyző kerül. A mérkőzéseket szabad téren, salakon játsszák.
Ez az egyetlen közös ATP–WTA torna Dél-Amerikában, amely első alkalommal 2014-ben került megrendezésre.
Az első tornát a férfiaknál a spanyol Rafael Nadal, a nőknél a japán Nara Kurumi nyerte.

## Döntők

### Férfi egyes
| Year | Győztes      | Ellenfél a döntőben   | Eredmény         |
| ---- | ------------ | --------------------- | ---------------- |
| 2016 | Pablo Cuevas | Guido Pella           | 6–4, 6–7(5), 6–4 |
| 2015 | David Ferrer | Fabio Fognini         | 6–2, 6–3         |
| 2014 | Rafael Nadal | Olekszandr Dolhopolov | 6–3, 7–6(3)      |

### Férfi páros
| Year | Győztes                           | Ellenfél a döntőben         | Eredmény    |
| ---- | --------------------------------- | --------------------------- | ----------- |
| 2016 | Juan Sebastián Cabal Robert Farah | Pablo Carreño David Marrero | 7–6(5), 6–1 |
| 2015 | Martin Kližan Philipp Oswald      | Pablo Andújar Oliver Marach | 7–6(3), 6–4 |
| 2014 | Juan Sebastián Cabal Robert Farah | David Marrero Marcelo Melo  | 6–4, 6–2    |

### Női egyes
| Év   | Győztes             | Ellenfél a döntőben       | Eredmény a döntőben |
| ---- | ------------------- | ------------------------- | ------------------- |
| 2016 | Francesca Schiavone | Shelby Rogers             | 2–6, 6–2, 6–2       |
| 2015 | Sara Errani         | Anna Karolína Schmiedlová | 7–6(2), 6–1         |
| 2014 | Nara Kurumi         | Klára Zakopalová          | 6–1, 4–6, 6–1       |

### Női páros
| Év   | Győztesek                            | Ellenfelek a döntőben              | Eredmény a döntőben |
| ---- | ------------------------------------ | ---------------------------------- | ------------------- |
| 2016 | Verónica Cepede Royg María Irigoyen  | Tara Moore Conny Perrin            | 6–1, 7–6(5)         |
| 2015 | Ysaline Bonaventure Rebecca Peterson | Irina-Camelia Begu María Irigoyen  | 3–0 feladták        |
| 2014 | Irina-Camelia Begu María Irigoyen    | Johanna Larsson Chanelle Scheepers | 6–2 , 6–0           |